# Pierre Delaisi
 (novembre 2017).
Si vous disposez d'ouvrages ou d'articles de référence ou si vous connaissez des sites web de qualité traitant du thème abordé ici, merci de compléter l'article en donnant les références utiles à sa vérifiabilité et en les liant à la section « Notes et références ».
Pierre Delaisi, né en 1903 et mort en 1983, est un économiste et juriste français.

## Biographie
Il est le fils de Francis Delaisi. Il participe à la Guerre du Rif en 1923, à la fureur de son père, antimilitariste. Docteur en droit, avocat à la cour d'appel de Paris, il est croix de guerre 1939-1945, chevalier de la légion d'honneur. Il a été prisonnier de guerre à l'Oflag XC de 1940 à 1945. Il est l'auteur de plusieurs ouvrages sur le CCP, et le principe de la SARL.
Sa fille, Geneviève Delaisi de Parseval, évoque son père dans son ouvrage Le roman familial d'Isadora D..

## Publications
- La circulation des titres de sociétés nulles ou en formation, Paris : Presses universitaires de France, DL 17 décembre 1927, 1 vol. (262 p.) ; in-8 ; Thèse pour le doctorat, Paris, Les Presses Universitaires, 1929. In-8°, 262 p. Faculté de droit et des sciences économiques. ;
- Comptes de banque et Comptes courants postaux, Bar-le-Duc, impr. Contant-Laguerre ; Paris, Libr. du Recueil Sirey, 22, rue Soufflot, 1933. (22 septembre.) In-8, 169 p. ;
- Avec René Gain, Assemblées d'actionnaires et conseil d'administration . Guide formulaire. 2e édition mise à jour en conformité des décrets-lois des 8 août et 30 octobre 1935, Paris, impr. Jouve ; Dalloz, 11, rue Soufflot, 1937. (24 juin.) Gr. in-8, XV-399 p. ;
- Avec René Gain, Les Sociétés à responsabilité limitée [Texte imprimé], guide-formulaire. Mise à jour en conformité des décrets-lois des 8 août et 30 octobre 1935, Paris, impr. Jouve ; Dalloz, 11, rue Soufflot, 1937. (5 mars.) Gr. in-8, VIII-254 p.;
- Avec René Gain, Guide formulaire des sociétés commerciales, Les Sociétés à responsabilité limitée. Plusieurs éditions. Tours, impr. Mame ; Paris, Dalloz, 1939-1954.